# Hélio Castroneves
Hélio Castroneves, all'anagrafe Hélio Alves de Castro Neves (IPA: [ˈɛlju ˈkastɾu ˈnɛvis]; San Paolo, 10 maggio 1975), è un pilota automobilistico brasiliano che gareggia nella IndyCar Series e precedentemente nella Champ Car (già CART).
Ha vinto per quattro volte la 500 Miglia di Indianapolis (nel 2001, 2002, 2009 e 2021) e si è classificato secondo nelle edizioni 2003, 2014 e 2017. Nel endurance ha vinto il Campionato IMSA WeatherTech SportsCar nel 2020 e tre volte la 24 Ore di Daytona nel 2021, 2022 e 2023.

## Primi anni e vita personale
Castroneves è nato a San Paolo, in Brasile, il 10 maggio 1975, da un rivenditore di automobili Hélio Castro Neves e dall'ex insegnante di scuola Sandra Alves de Castro Neves. Ha una sorella maggiore, Katiúcia, che è la sua direttrice d'affari. Nel 1977, la famiglia si trasferì a Ribeirão Preto, una città agricola a circa 240 km a nord-ovest di San Paolo, per consentire a suo padre di trovare affari nella fiorente industria di trasformazione dell'etanolo della regione. È stato educato nel sistema scolastico di San Paolo. Nel 2000, ha cambiato il suo cognome da Castro Neves a Castroneves per impedire ai media di identificarlo erroneamente come "Hélio Neves" o "Hélio Castro". Castroneves ha una figlia con la sua compagna di lunga data Adriana Henao.

## Carriera go-kart
Dall'inizio del 1981 al 1986, Castroneves osservò la gara minore della squadra di stock car di suo padre nei fine settimana venendo intrufolato nel bagagliaio di un'auto in tuta da corsa e casco, permettendogli di entrare in un circuito. All'età di sette anni, gli fu dato un un'auto a motore a misura di bambino per la guida frequente per le strade della sua comunità recintata e chiese a suo padre di un go-kart.

## Carriera da giovane
All'età di 16 anni alla fine del 1991, Castroneves passò alle corse automobilistiche, gareggiando nella Formula Chevrolet Brazil, una serie per i go-kart finali. I suoi genitori hanno assunto un allenatore per aiutarlo a sollevare pesi per un migliore controllo dell'auto e lo hanno portato in un centro ricreativo locale. Le trattative per guidare per la squadra Arisco fallirono quando questa chiese $ 200.000 di sponsorizzazione, costringendo suo padre a spendere $ 250.000 per la sua squadra. Alla guida di una vettura Copral-Berta-Chevrolet, Castroneves si è classificato secondo in campionato con una vittoria e 92 punti in una stagione di otto gare.
Castroneves è passato al campionato brasiliano di Formula Tre nel 1994 con l'Amir Nasr Racing Team, finendo secondo assoluto con tre vittorie, quattro pole position e 52 punti in otto gare. Nel 1995, Castroneves guidò una Dallara F395-Mugen Honda per la Paul Stewart Racing nel campionato britannico di Formula Tre.
Nel novembre 1995, un dirigente di Philip Morris International chiese a Castroneves se voleva partecipare a una sessione di test di quattro giorni della Indy Lights (la serie di sviluppo CART) sulla pista ovale del Phoenix International Raceway contro altri nove piloti. Sebbene non abbia terminato il test, ha firmato per guidare la terza vettura della Tasman Motorsports con un finanziamento parziale da parte del team e il resto da uno sponsor aziendale dopo che un altro anno in F3 era finanziariamente irrealizzabile.

## Risultati

### 500 Miglia di Indianapolis
| Anno   | Vettura | Motore     | Iniziato | Finito | Team               |
| ------ | ------- | ---------- | -------- | ------ | ------------------ |
| 2001   | Dallara | Oldsmobile | 11       | 1      | Team Penske        |
| 2002   | Dallara | Chevrolet  | 13       | 1      | Team Penske        |
| 2003   | Dallara | Toyota     | 1        | 2      | Team Penske        |
| 2004   | Dallara | Toyota     | 8        | 9      | Team Penske        |
| 2005   | Dallara | Toyota     | 5        | 9      | Team Penske        |
| 2006   | Dallara | Honda      | 2        | 25     | Team Penske        |
| 2007   | Dallara | Honda      | 1        | 3      | Team Penske        |
| 2008   | Dallara | Honda      | 4        | 4      | Team Penske        |
| 2009   | Dallara | Honda      | 1        | 1      | Team Penske        |
| 2010   | Dallara | Honda      | 1        | 9      | Team Penske        |
| 2011   | Dallara | Honda      | 16       | 17     | Team Penske        |
| 2012   | Dallara | Chevrolet  | 6        | 10     | Team Penske        |
| 2013   | Dallara | Chevrolet  | 8        | 6      | Team Penske        |
| 2014   | Dallara | Chevrolet  | 4        | 2      | Team Penske        |
| 2015   | Dallara | Chevrolet  | 5        | 7      | Team Penske        |
| 2016   | Dallara | Chevrolet  | 9        | 11     | Team Penske        |
| 2017   | Dallara | Chevrolet  | 19       | 2      | Team Penske        |
| 2018   | Dallara | Chevrolet  | 8        | 27     | Team Penske        |
| 2019   | Dallara | Chevrolet  | 12       | 18     | Team Penske        |
| 2020   | Dallara | Chevrolet  | 28       | 11     | Team Penske        |
| 2021   | Dallara | Honda      | 8        | 1      | Meyer Shank Racing |
| 2022   | Dallara | Honda      | 27       | 7      | Meyer Shank Racing |
| 2023   | Dallara | Honda      | 20       | 15     | Meyer Shank Racing |
| 2024   | Dallara | Honda      | 20       | 20     | Meyer Shank Racing |
| 2025   | Dallara | Honda      | 24       |        | Meyer Shank Racing |
| Fonte: |         |            |          |        |                    |

### Campionato IMSA
| Anno    | Team                                  | No. | Classe | Telaio       | 1     | 2      | 3     | 4     | 5     | 6      | 7     | 8      | 9      | 10    | Punti | Pos. |
| ------- | ------------------------------------- | --- | ------ | ------------ | ----- | ------ | ----- | ----- | ----- | ------ | ----- | ------ | ------ | ----- | ----- | ---- |
| 2017    | Acura Team Penske                     | 6   | P      | Oreca 07     | DAY   | SEB    | LBH   | COA   | DET   | WGL    | MOS   | ELK    | LGA    | PET 3 | 30    | 30°  |
| 2018    | Acura Team Penske                     | 7   | P      | Acura ARX-05 | DAY 9 | SEB 15 | LBH 6 | MDO 1 | DET 2 | WGL 12 | MOS 5 | ELK 10 | LGA 10 | PET 5 | 243   | 7°   |
| 2019    | Acura Team Penske                     | 7   | DPi    | Acura ARX-05 | DAY 3 | SEB 4  | LBH 2 | MDO 5 | DET 3 | WGL 5  | MOS 5 | ELK 7  | LGA 2  | PET 3 | 284   | 3°   |
| 2020    | Acura Team Penske                     | 7   | DPi    | Acura ARX-05 | DAY 8 | DAY 8  | SEB 7 | ELK 1 | ATL 1 | MDO 1  | PET 2 | LGA 1  | SEB 8  |       | 265   | 1°   |
| 2021    | Konica Minolta Acura                  | 10  | DPi    | Acura ARX-05 | DAY 1 | SEB    | MDO   | DET   | WGL   | WGL    | ELK   | LGA    | LBH    |       | 654   | 16°  |
| 2021    | Meyer Shank Racing con Curb-Agajanian | 60  | DPi    | Acura ARX-05 |       |        |       |       |       |        |       |        |        | PET 6 | 654   | 16°  |
| 2022    | Meyer Shank Racing con Curb-Agajanian | 60  | DPi    | Acura ARX-05 | DAY 1 | SEB    | LBH   | LGA   | MDO   | DET    | WGL   | CTM    | ELK    | PET 1 | 763   | 13°  |
| 2023    | Meyer Shank Racing con Curb-Agajanian | 60  | GTP    | Acura ARX-06 | DAY 1 | SEB 6  | LBH   | LGA   | WGL   | MOS    | ROA   | IMS    | PET 1  |       | 839*  | 14°  |
| Legenda |                                       |     |        |              |       |        |       |       |       |        |       |        |        |       |       |      |

*Stagione in corso.

### 24 Ore di Daytona
| Anno | Team                                  | Co-piloti                                       | Vettura      | Classe | Giri | Pos. | Class Pos. |
| ---- | ------------------------------------- | ----------------------------------------------- | ------------ | ------ | ---- | ---- | ---------- |
| 2018 | Acura Team Penske                     | Graham Rahal Ricky Taylor                       | Acura ARX-05 | P      | 793  | 9°   | 9°         |
| 2019 | Acura Team Penske                     | Alexander Rossi Ricky Taylor                    | Acura ARX-05 | DPi    | 593  | 3°   | 3°         |
| 2020 | Acura Team Penske                     | Alexander Rossi Ricky Taylor                    | Acura ARX-05 | DPi    | 811  | 8°   | 8°         |
| 2021 | Konica Minolta Acura ARX-05           | Filipe Albuquerque Alexander Rossi Ricky Taylor | Acura ARX-05 | DPi    | 807  | 1°   | 1°         |
| 2022 | Meyer Shank Racing con Curb-Agajanian | Oliver Jarvis Tom Blomqvist Simon Pagenaud      | Acura ARX-05 | DPi    | 761  | 1°   | 1°         |
| 2023 | Meyer Shank Racing con Curb-Agajanian | Colin Braun Tom Blomqvist Simon Pagenaud        | Acura ARX-06 | GTP    | 783  | 1°   | 1°         |

## Palmarès
- 4  500 Miglia di Indianapolis: (2001, 2002, 2009 e 2021)
- 3  24 Ore di Daytona: (2021, 2022 e 2023)
- 2  Petit Le Mans: (2008 e 2022)
- 1  Campionato IMSA WeatherTech SportsCar: (2020)